# Edward Ward
Edward Ward (Saint Louis, 3 aprile 1900 – Hollywood, 26 settembre 1971) è stato un compositore statunitense. 
Venne candidato a sette premi Oscar.

## Filmografia
- No, No, Nanette (1930)
- Il mendicante di Bagdad (Kismet) di John Francis Dillon (1930)
- A Fool's Advice, regia di Ralph Ceder (1932)
- Il forzato (1934)
- The Mystery of Edwin Drood (1935)
- San Francisco di W. S. Van Dyke (non accreditato) - musiche originali (non accreditato) (1936)
- Margherita Gauthier (1936)
- Gelosia (Wife vs. Secretary) di Clarence Brown - musiche originali (1936)
- Troppo amata (1936)
- La vita a vent'anni (1937)
- La donna che voglio (1937)
- Notturno tragico (1937)
- Primavera (1937)
- Saratoga (1937)
- L'ultimo gangster (The Last Gangster), regia di Edward Ludwig (1937)
- Un americano a Oxford (1938)
- The Shopworn Angel (1938)
- La città dei ragazzi (1938)
- Donne (1939)
- Broadway Serenade, regia di Robert Z. Leonard - non accreditato (1939)
- Joe and Ethel Turp Call on the President, regia di Robert B. Sinclair (1939)
- Il figlio di Montecristo (The Son of Monte Cristo), regia di Rowland V. Lee (1940)
- Tutta una vita (1941)
- Tanks a Million (1942)
- All-American Co-Ed (1942)
- Flying with Music (1943)
- Il fantasma dell'Opera (1943)
- Alì Babà e i quaranta ladroni (1944)
- Il cobra, regia di Robert Siodmak (1944)
- L'ultima sfida (1948)
- L'uomo dai mille volti (Man of a Thousand Faces), regia di Joseph Pevney (1957)